# 英國足球性侵醜聞
英國足球性侵醜聞是從2016年11月中旬，已經退役的的職業足球運動員公開在1970、1980、1990年代，曾經被前足球教練虐待兒童的性虐待事件並進行了公開談話。這導致了指控進一步的激增，以及一些俱樂部掩蓋它們的指控。
在2016年12月初，蘇格蘭和北愛爾蘭的青年教練也被指控涉嫌性虐待。截至12月中旬，針對350人的指控，隸屬於英格蘭足球總會和蘇格蘭足球協會的數家足球俱樂部以及20多名英國警察進行了各種查詢和調查。據報導，截至2018年7月，已有849名涉嫌受害者查明了300名嫌疑人，涉及340個不同俱樂部的2,807起事件。
據說在2018年7月，英足總的獨立調查沒有發現任何掩蓋機構或足球內戀童癖活動的證據，但原定於2018年9月發布其報告的時間可能推遲了長達一年，有待處理希金斯（Heggins）對貝內爾（Bennell）的重審和進一步指控（於2020年審判）。Sheldon報告於2021年3月17日發布。雖然以前對虐待兒童的意識還很低，但Sheldon表示，足協在1995年之後推遲採用保障措施的過程中，被認為是“機構失靈”。Sheldon還批評了八個專業俱樂部的失敗：阿斯頓維拉、切爾西、克魯亞歷山德拉、曼徹斯特城，紐卡斯爾聯，彼得伯勒，南安普敦和斯托克城。英足總承諾執行該報告的所有13項內容，包含俱樂部的保障措施。

## 背景
2016年歐洲國家盃之中英格蘭表現不濟，在16強賽以1-2不敵歐國盃新丁冰島而出局。（冰島日後晉級2018年國際足協世界盃）
而英國足壇是抑鬱症的高發區，有數百名球員正遭受抑鬱症的困擾。致這件醜聞揭露之前，外界總以為是職业壓力和傷病所致。

## 經過
2016年11月，來自英超退役球星安迪·伍德沃德（Andy Woodward）在11月16日向《衛報》爆料，11歲起在俱樂部被教練班內爾（Barry Bennell）性侵，接著就陸續有球員現身說法。
班內爾曾於1994年在美國的足球營中強暴男童被捕，後來被遣返英國並且入獄多次，光是他一人所涉及的案件，受害者就達23人，同時還有至少252人也涉嫌相同或類似罪行，並且涉及了340個足球俱樂部。（2017年1月）同時這起事件也凸顯出青訓體制的漏洞。（沒有對教練進行背景審查等等）
戀童癖的班內爾是性侵慣犯，過去同事也有人是同黨，此事如滾雪球般扯出更多加害者，英國警方2017年1月18日公佈調查，確認受害者達526人，96%為男性，從4歲到20歲都有，切爾西、曼城等豪門球隊也有涉案人。
據《美聯社》報導，全國警察局長委員會還透露，教練性侵球員事件，多半是足球，但也涉及其他運動種類。

## 涉案人士
性虐待指控涉及幾個公開查明的個人，下面按照他們被命名為2016年末至2019年發展的醜聞的順序列出（一些人，包括班內爾、Ormond、Langford和Torbett，之前已被指控和定罪，由於早期的性虐待罪行）。

### 班內爾
班內爾曾於1994年在美國的足球營中強暴男童被捕，後來被遣返英國並且入獄多次，光是他一人所涉及的案件，受害者就達23人。同時還被指控威脅受害者如果揭發將趕出球隊甚至威脅家人。於2016年12月被起訴。

### 喬治·奧蒙德
2016年11月24日，《衛報》報導說，一位匿名的前足球運動員曾與警方聯繫，說他是喬治·奧蒙德（George Ormond）的受害者，他是紐卡斯爾聯隊的一名青年教練，於2002年12月因對該地區年輕足球運動員的罪行而入獄。 2016年11月29日，《衛報》報導了德里克·貝爾的指控，稱他於1970年代在蒙塔古和北芬納姆男子足球俱樂部被喬治·奧蒙德虐待。

### Eddie Heath
Eddie Heath涉及的性侵案件涉及切爾西，並被指出該隊當時給50000英鎊給受害者格里·約翰遜Gary Johnson作为封口费。

### 其他涉案人士
指控的濫用者還包括（按字母順序）：
- 漢普郡前足協主席雷·巴恩斯參與了對鮑勃·希金斯行為的調查，後來被判猥褻、毆打三個男孩。
- 約翰·布魯姆（John Broome）（現已去世）被曼徹斯特城任命為據稱在總部位於萊文舒爾梅的飼養隊懷特希爾（懷特希爾福利俱樂部）（現已倒閉）從事性虐待的人，一名前球員要求曼城賠償損失。[8]
- 克里斯·吉勒（Chris Gieler）（於2004年去世），在女王公園巡遊者足球俱樂部32年的職業生涯中，是青年發展經理兼首席偵察員，也因歷史上對虐待兒童的指控而被提出來。
- 約翰·哈特（John Hart，於1995年去世），帕尔蒂克足球俱乐部的物理治療師，於1992年因性虐待指控而被開除。馬瑟韋爾也對涉嫌的歷史性性虐待展開了調查，因為哈特也曾在冷杉公園俱樂部工作。
- 基思·凱特利（Keith Ketley）是被定罪的性犯罪者，但他仍然能夠組建一個隸屬於足協的球隊伊普斯威奇（Ipswich Saracens）。在執行1999年第4頻道調度計劃時，他因四項猥褻罪被判有罪，現在監獄服刑5年。
- 大衛·金（David King）於1997年因在校長時期對一名10歲學生的性侵犯而被定罪，他是紐卡斯爾的Montagu和North Fenham男孩足球俱樂部的喬治·奧蒙德（George Ormond）的合夥人。
- 弗蘭克·羅珀（Frank Roper，現已去世）經營著總部位於斯托克波特的支線俱樂部諾瓦（Nova），他也與黑池足球會有聯繫，保羅·斯圖爾特（Paul Stewart）和傑森·鄧福德（Jason Dunford）都是抱怨的話題，而前利茲聯球員傑米·弗雷斯特（Jamie Forrester ）也對此提出了質疑。
- 比利·瓦茨（Bill Watts）（死於2009年）是曼徹斯特聯隊的看守者，1989年在俱樂部前訓練場The Cliff工作時受到紀律處分，並搬離了俱樂部青年隊的另一個職位。[9]

## 反應

### 足球俱樂部
2016年11月21日，足協表示正在設立幫助熱線。不久有上千通電話投訴自己被性侵害的經過。

### 政府
2017年11月16日，也就是醜聞爆發後近一年，體育部長特雷西克勞奇宣布，司法部已同意修改法律，規定體育教練與16、17歲之人發生性關係是違法行為。他們照顧的人，使體育產業與教育和社會關懷等領域保持一致。

## 媒體
媒體為此成立了一個紀錄片

## 另見

### 英國
- 吉米·薩維爾性侵案，英國與此類似的性侵案件，因為他的名聲使其在去世後一年才明顯揭發
- 羅瑟勒姆性侵案，英國與此類似的性侵案件，該件事情起因地方政府知道疑犯是少數族裔後，擔心被指責種族歧視而不願跟進調查。更引起右翼民粹主義政治上的紛擾
- 牛津儿童性虐待团伙
- 特尔福德儿童性剥削丑闻

### 美國
- 賓州州立大學性侵兒童醜聞，美國賓州州立大學與此類似的案件，當時知名教練喬·帕特諾包庇助理教練性侵孩童。

### 其他地點
- 奧盧兒童性侵案
- 集體性虐待事件列表

## 延伸閱讀
- Jim Reed & Louis Lee Ray, (15 February 2018), "My football dreams were shattered by Barry Bennell （页面存档备份，存于）", BBC News